# Parmaturus melanobranchus
Parmaturus melanobranchus — акула з роду Parmaturus родини Котячі акули. Інші назви «чорнозяброва котяча акула», «південнокитайський парматурус».

## Опис
Загальна довжина досягає 85 см. Голова витягнута. Морда помірно коротка. Ніс вузький, заокруглений. Очі великі, овальні, горизонтальної форми, з мигальною перетинкою. За ними розташовані невеличкі бризкальця. Ніс з носовими клапани, що повернуті один до одного під кутом. Губні борозни короткі. Рот невеличкий. Зуби дрібні, з 3 верхівками, з яких центральна є високою, бокові — маленькими. Зуби розташовані на щелепах у декілька рядків. У неї 5 пар зябрових щілин. Тулуб дуже стрункий та м'який. Грудні плавці широкі. Має 2 спинних плавця, з яких задній більше за передній. Передній спинний плавець починається навпроти закінчення черевних плавців. Черевні плавці низькі. Черево доволі довге. Задній спинний плавець починається навпроти середини анального плавця. Анальний плавець широкий, його площа дорівнює задньому спинному плавцю. Хвостовий плавець помірного розміру, гетероцеркальний. На ньому зверху та низу розташовані гребені, що утворені збільшеною лускою.
Забарвлення однотонне: коричневе. У молодих особин присутні темно-бурі ділянки біля голови, зябер та плавців. У дорослих акул вони зникають, лише в районі зябер шкіра стає темно-коричневою. Звідси походить інша назва цієї акули.

## Спосіб життя
Тримається на глибинах від 540 до 835 м, на континентальних схилах. Полює біля дна, є бентофагом. Живиться дрібними ракоподібними та головоногими молюсками, а також невеличкою рибою.
Це яйцекладна акула. Процес парування і розмноження натепер вивчено недостатньо.

## Розповсюдження
Мешкає біля узбережжя південного Китаю, Тайваню, Японії.